# Церква Святої Тройці (Раковець)
Церква Святої Тройці в Раковці — парафія і храм Вишнівецького благочиння Тернопільської єпархії Православної церкви України в селі Раковець Тернопільського району Тернопільської области.

## Історія церкви
Згідно з Волинським тематизмом, Свято-Троїцька церква була збудована у 1700 році. Ця дерев'яна, трикупольна споруда була покрита ґонтом. Церковний будинок збудував священник Прокіп Коляжинський у 1775 році. На дзвіниці є чотири дзвони, відлиті у 1770–1791 роках. Метричні та сповідні книги зберігаються з 1796 року.
У 1905 році за кошти громади та священника Андрія Шумовського розпочалося будівництво нового дерев'яного храму Святої Трійці, яке завершилося у 1908 році. Тоді ж його освятив священник Андрій Шумовський з благословення єпископа Кременецького Амвросія.
У 1957 році в храмі провели повний ремонт, а у 1958 році художник Олександр Чернецький написав образ «Преображення Господнє». У 1961 році храм закрили, а 10 липня 1984 року все його майно вивезли до церкви в селі Раковець.
Завдяки зусиллям жителів села, 23 липня 1989 року храм знову відкрили для богослужінь. Було проведено ремонт всередині та оновлено іконостас. З червня 2005 року настоятелем парафії став Володимир Дем'янюк. У 2008 році пофарбували куполи та зовнішні стіни.

## Парохи
- о. Прокіп Коляжинський,
- о. Андрій Шумовський,
- о. Роман Кудпюк (з 1989).